# Dorycnium axilliflorum
Dorycnium axilliflorum är en ärtväxtart som beskrevs av Hub.-mor. Dorycnium axilliflorum ingår i släktet Dorycnium och familjen ärtväxter. Inga underarter finns listade i Catalogue of Life.